# Pleasantville
Pleasantville è un film del 1998 scritto e diretto da Gary Ross e interpretato da Tobey Maguire, Reese Witherspoon, Marley Shelton, William H. Macy, Joan Allen e Jeff Daniels.

## Trama
David e sua sorella Jennifer sono due gemelli che vivono con la madre divorziata in una città californiana negli anni novanta. Jennifer è piuttosto superficiale, ha una vita sociale e sessuale molto vivace; David al contrario è chiuso in sé stesso e passa la maggior parte del tempo a guardare la televisione, e in particolare "Pleasantville", sitcom degli anni cinquanta in bianco e nero.
Dopo aver rotto il telecomando durante un litigio, compare un riparatore di televisori che offre ai due fratelli un particolare telecomando che li catapulta nel mondo di Pleasantville, diventando rispettivamente Bud e Mary Sue Parker, i due figli della famiglia protagonista della sitcom. I due ragazzi vivono ora nell'aprile del 1958, in un'allegra cittadina in bianco e nero, stereotipo del sogno americano: a Pleasantville tutto è ordinato, il clima è sempre sereno con il termometro fisso sui 22 °C (nella versione in italiano del film viene detto sempre 25 gradi causa un'errata conversione da 72 gradi Fahrenheit pari a 22 gradi circa Celsius), tutti sono cordiali, rispettosi e conformi.
Jennifer non accetta subito la situazione ma, quando scopre che Skip, il capitano della squadra di pallacanestro, è innamorato di lei, cambia idea e comincia a recitare la sua parte. David, superato lo shock del primo impatto, si sente a suo agio nei panni di Bud. A scuola David/Bud va all'allenamento della squadra di pallacanestro, squadra dove tutti i giocatori non falliscono mai il canestro, tutti compreso lui che addirittura riesce a centrare il bersaglio tirando con il piede la palla verso un muro laterale. Jennifer, invece mina la stabilità della trama chiedendo, durante l'ora di geografia cosa ci sia al di fuori di Pleasantville: difatti il programma scolastico è basato esclusivamente sulla città, e nell'ora di geografia si insegna ai ragazzi la geografia delle strade di Pleasantville.
Finita la scuola Bud va al lavoro: qui trova Bill Johnson, il proprietario del locale. Bill, abituato alla routine, si trova impreparato davanti al ritardo di Bud, e incerto sul da farsi, ha continuato a lucidare il bancone fino all'arrivo del ragazzo, creando una fossa per la consunzione; davanti a questa scena, Bud autorizza Bill a mettere a posto i tovaglioli in caso di un suo ritardo. Proseguendo nella discussione scopre che Bill è inconsciamente appassionato di disegno e pittura, e gli consiglia di dipingere la vetrina non solo a Natale.
Jennifer un giorno invita Skip nel viale degli innamorati, un parco dove le coppiette si tengono mano nella mano in macchina, ma a Jennifer non basta e ha un rapporto sessuale con il ragazzo. Per la prima volta compare un fiore colorato nel piccolo mondo. Il giorno dopo Skip racconta ai compagni di pallacanestro la sua avventura, col risultato che, per la prima volta, nessuno dei ragazzi riesce a centrare il canestro e subiscono la prima sconfitta nella storia di Pleasantville.
Da allora molti ragazzi incominciano ad avere rapporti sessuali nel viale degli innamorati, e ben presto nella città, iniziano a comparire i colori. Intanto, Bill si innamora di Betty, la madre di Bud, e la induce a lasciare la famiglia. Anche i locali pubblici iniziano a colorarsi, mentre Bill compone una vetrata raffigurante Betty nuda. La cosa crea scompiglio in città: infatti gli abitanti distruggono la vetrina, i libri del locale vengono incendiati e le persone divenute colorate vengono aggredite. Nel paese viene vietato di visitare la biblioteca, la riproduzione della musica ad alto volume e di utilizzare vernice che non sia nera, bianca o grigia. David e Bill, in segno di protesta, dipingono dei murales, ma vengono arrestati e processati. Vengono però difesi da tutta la città, riescono a farsi assolvere e a spingere il sindaco a cambiare regole.
Dopo ciò, la città diventa completamente colorata, le sue strade portano anche oltre i suoi confini così Jennifer parte per andare a studiare, mentre David, con il telecomando, riesce a ritornare nella vita reale.

## Produzione
Nel caso di Pleasantville fu la prima volta che la maggior parte della pellicola veniva scansionata, elaborata e registrata in digitale. Il materiale fu girato originariamente a colori, e successivamente reso in bianco e nero attraverso un processo di desaturazione e bilanciamento dei contrasti cromatici. L'intero lavoro fu eseguito a Los Angeles dalla Cinesite utilizzando lo Spirit DataCine.

## Colonna sonora

### Tracce
1. Across the Universe - Fiona Apple – 5:07
2. Dream Girl - Robert and Johnny – 1:57
3. Be-Bop-a-Lula - Gene Vincent – 2:36
4. Lawdy Miss Clawdy - Larry Williams – 2:11
5. Sixty Minute Man - Billy Ward & the Dominoes – 2:28
6. Take Five - The Dave Brubeck Quartet – 5:25
7. At Last - Etta James – 3:00
8. (Let Me Be Your) Teddy Bear - Elvis Presley – 1:47
9. Rave On - Buddy Holly and the Cricketts – 1:49
10. Across the universe - Fiona Apple – 4:01
11. So What - Miles Davis – 9:04
12. Suite from Pleasantville - Randy Newman – 8:11

## Distribuzione
Distribuito dalla New Line Cinema, Pleasantville è stato proiettato in anteprima negli Stati Uniti d'America il 23 ottobre 1998.

## Accoglienza
Il film ha ottenuto una valutazione dell'83% presso il sito Rotten Tomatoes. Il critico Roger Ebert ha dato al film una valutazione di quattro stelline su quattro, giudicandolo "uno dei film migliori e più originali dell'anno".

## Riconoscimenti
- 1999 - Premio Oscar
  - Nomination Miglior scenografia a Jeannine Oppewall e Jay Hart
  - Nomination Migliori costumi a Judianna Makovsky
  - Nomination Migliore colonna sonora drammatica a Randy Newman
- 1998 - Chicago Film Critics Association Award
  - Nomination Migliore attrice non protagonista a Joan Allen
- 1998 - Satellite Award
  - Miglior attrice non protagonista in un film commedia o musicale a Joan Allen
  - Migliore sceneggiatura originale a Gary Ross
  - Nomination Miglior film commedia o musicale a Bob Degus, Jon Kilik, Gary Ross e Steven Soderbergh
  - Nomination Miglior regia a Gary Ross
  - Nomination Miglior attore non protagonista in un film commedia o musicale a Jeff Daniels
  - Nomination Miglior fotografia a John Lindley
  - Nomination Miglior montaggio a William Goldenberg
  - Nomination Miglior scenografia a Jeannine Oppewall
  - Nomination Migliori costumi a Judianna Makovsky
  - Nomination Miglior colonna sonora originale a Randy Newman
- 1999 - Saturn Award
  - Miglior attrice non protagonista a Joan Allen
  - Miglior attore emergente a Tobey Maguire
  - Nomination Miglior film fantasy
  - Nomination Miglior sceneggiatura a Gary Ross
  - Nomination Migliori costumi a Judianna Makovsky
- 1998 - Boston Society of Film Critics Award
  - Miglior attore non protagonista a William H. Macy
  - Miglior attrice non protagonista a Joan Allen
  - Nomination Miglior fotografia a John Lindley
- 1999 - Critics' Choice Awards
  - Miglior attrice non protagonista a Joan Allen
  - Nomination Miglior film
- 1999 - Premio Hugo
  - Nomination Miglior rappresentazione drammatica a Gary Ross
- 1999 - Southeastern Film Critics Association Awards
  - Miglior attrice non protagonista a Joan Allen
  - Nomination Miglior film
- 1999 - Teen Choice Awards
  - Nomination Miglior film drammatico
  - Nomination Scena più divertente (Jennifer spiega il sesso a sua madre) a Reese Witherspoon e Joan Allen
- 1999 - Artios Award
  - Nomination Miglior casting per un film drammatico a Ellen Lewis e Debra Zane
- 1999 - Dallas-Fort Worth Film Critics Association Awards
  - Miglior attrice non protagonista a Joan Allen
- 1998 - Los Angeles Film Critics Association Award
  - Miglior attrice non protagonista a Joan Allen
  - Miglior scenografia a Jeannine Oppewall
- 1999 - PGA Award
  - Produttore più promettente a Gary Ross
- 1999 - Young Hollywood Awards
  - Miglior performance rivelazione femminile a Reese Witherspoon
- 1999 - American Comedy Awards
  - Nomination Attore non protagonista più divertente a William H. Macy
- 1999 - Art Directors Guild
  - Nomination Miglior scenografia a Jeannine Oppewall, William Arnold e Dianne Wager
- 1998 - Awards Circuit Community Awards
  - Nomination Miglior attrice non protagonista a Joan Allen
  - Nomination Miglior cast
  - Nomination Miglior scenografia a Jeannine Oppewall e Jay Hart
  - Nomination Miglior fotografia a John Lindley
  - Nomination Migliori costumi a Judianna Makovsky
  - Nomination Migliori effetti speciali
  - Nomination Miglior colonna sonora originale a Randy Newman
- 1999 - Chlotrudis Awards
  - Nomination Miglior attrice non protagonista a Joan Allen
  - Nomination Miglior fotografia a John Lindley
- 1999 - Costume Designers Guild Awards
  - Migliori costumi a Judianna Makovsky
- 1998 - International Film Music Critics Award
  - Nomination Miglior colonna sonora originale in un film drammatico a Randy Newman
- 1999 - Online Film & Television Association
  - Miglior canzone (Across the Universe) a John Lennon, Paul McCartney e Fiona Apple
  - Nomination Miglior film commedia o musicale a Jon Kilik, Gary Ross e Steven Soderbergh
  - Nomination Miglior film d'esordio a Gary Ross
  - Nomination Miglior attrice in un film commedia o musicale a Joan Allen
  - Nomination Miglior attrice non protagonista a Joan Allen
  - Nomination Miglior colonna sonora originale in un film commedia o musicale a Randy Newman
  - Nomination Miglior fotografia a John Lindley
  - Nomination Miglior trucco e acconciature
  - Nomination Migliori effetti speciali a Bob Fernley, Corinne Pooler, Thomas J. Smith e Bronwyn Waddington
- 1999 - Online Film Critics Society Awards
  - Migliori dieci film
  - Miglior attrice non protagonista a Joan Allen
  - Miglior colonna sonora originale a Randy Newman
  - Nomination Miglior fotografia a John Lindley
  - Nomination Miglior montaggio a William Goldenberg